# Пайдушко хоро
 Тази статия е за хорото.  За селото в България вижте Пайдушко.  
Пайдушко хоро (на македонска литературна норма: Пајдушко оро; на гръцки: Μπαϊντούσκα, Байдуска) е българско народно хоро в ритъм 5/8. Метрумът е двуделен, като съществуват различни местни варианти. Освен в България е разпространено и в Северна Македония, както и в съседните на България части на Румъния и Гърция.